# Mokoko (Bamusso)
Pour les articles homonymes, voir Mokoko.
Mokoko (ou Mokoko Camp) est une localité du Cameroun, située dans l'arrondissement de Bamusso, le département du Ndian et la Région du Sud-Ouest.

## Population
Lors du recensement national de 2005, Mokoko comptait 487 habitants.